# Саломон III от Констанц
Саломон III (на немски: Salomo III von Konstanz, * 860, † 5 януари 919 или 920) е епископ на Констанц от 890 до 919/920 г., граф на Рамшваг и абат на княжеското Абатство Санкт Гален по времето на Каролингите.

## Произход и управление
Саломон III е син на братовчедка на епископ Саломон II от Констанц († 889), племенник на сестра на епископ Саломон I от Констанц († 871) и по-малък брат на епископ Валдо фон Фрайзинг (883 – 906). Той е роднина със старата херцогска фамилия Ахалолфинги. Ученик е на поета и историка Ноткер I Заекващия († 912).
През 880 г. Соломон е нотар, 884 г. е ръкополжен за дякон, 885 г. става ерц-канцлер на империята на Карл III, през 887 г. става монах в Санкт Гален. През 890 г. той получава на около 30 години епископството Констанц, след смъртта на надзорника му Саломон II, и става епископ на Констанц и абат на Санкт Гален и играе наред с покровителя и приятеля си архиепископ Хато I от Майнц († 913) значима роля в Източнофранкското кралство. През 900 г. Саломон III пречи на Ахалолфингите и Бурхардингите да се образува отново Племенно Херцогство Швабия.
Саломон III не искал да има херцог между себе си и крал Конрад I.
Саломон III е от 909 г. канцлер за Лудвиг Детето и неговия последник Конрад I. Той има голямо влияние над Конрад I и го кара да затвори швабските камерботи Бертхолд и Ерхангер, с които той има конфликти и които през 914 г. го били пленили, заради отказ да се подчинят и през 917 г. те са екзекутирани. Саломон умира през януари 919 или 920 г. Той е последван като епископ от Ротинг от Феринген († 934).
Саломон III e автор на книга, сбирка от важни формули от документи и писма през 890 г. Освен това той е автор на две поетични епистели до епископ Дадо от Вердюн за смъртта на своя брат и нещастието на отечеството. В епископията си той сече динари.